# AUTODOC
AUTODOC SE este o companie din domeniul comerțului electronic, care comercializează piese auto și produse conexe în 27 de țări europene. Clienții principali ai acesteia sunt persoanele fizice și autoservice-urile/atelierele de reparație mai mici.

## Istoricul
AUTODOC a fost constituită în anul 2008 sub denumirea de E&S Pkwteile GmbH de către Alexej Erdle, Max Wegner, și Vitalij Kungel. La începutul existenței acesteia, compania era amplasată în sectorul Weißensee din Berlin. Din anul 2010, sediul principal, precum și spațiile logistice sunt amplasate în sectorul Lichtenberg din Berlin. Extinderea acesteia în Austria și Elveția a demarat în anul 2011, fiind urmată de intrarea acesteia pe piețele din Marea Britanie, Franța, Italia, și Spania în anul 2012.
În anul 2015, compania a fost redenumită AUTODOC GmbH. În anul 2016, venitul anual al acesteia se cifra la peste 100 de milioane de euro, iar în anul 2017, aceasta a depășit cifra de 250 de milioane de euro.
În anul 2018, Autodoc și-a extins gama de produse, pentru a include piese de rezervă pentru autocamioane și alte autovehicule comerciale.
În anul 2021, venitul anual al companiei a depășit cifra de 1 miliard de euro.
În anul 2018, compania a fost recunoscută de către Financial Times ca una dintre companiile cu cea mai rapidă creștere din Europa, în funcție de venituri.
În luna septembrie 2021, AUTODOC și-a modificat forma juridică dintr-o societate cu răspundere limitată (GmbH) într-o societate pe acțiuni. Din luna noiembrie 2022, compania își desfășoară activitățile sub denumirea de AUTODOC SE (Societas Europaea).
În anul 2023, venitul Autodoc s-a majorat până la 1,3 miliarde de euro.

## Sumar
Gama de produse a companiei include circa 4,8 milioane de piese de rezervă pentru automobile, autocamioane și motociclete, din categorii precum motoare, șasiuri, instalații de iluminare, instalații electrice, instalații de ventilație și anvelope.
În anul 2018, Autodoc a fost partenerul oficial al seriei de curse „ADAC Rally Masters”.
În anul 2019, Autodoc a fost partenerul oficial al Campionatului mondial de raliuri (CMR) al Federației internaționale de automobilism (FIA) și sponsor al tuturor rundelor europene.
În același an, AUTODOC a lansat platforma online AUTODOC CLUB, iar în anul 2020 a lansat aplicația AUTODOC CLUB pe sistemele de operare iOS și Android, precum și programul AUTODOC PLUS.